# Avenue of the Giants
Avenue of the Giants ist ein Filmdrama von Finn Taylor. Die Premiere der Filmbiografie über den Auschwitz-Überlebenden Herbert Heller, gespielt von Stephen Lang, erfolgte Anfang Oktober 2023 beim Hamptons International Film Festival.

## Handlung

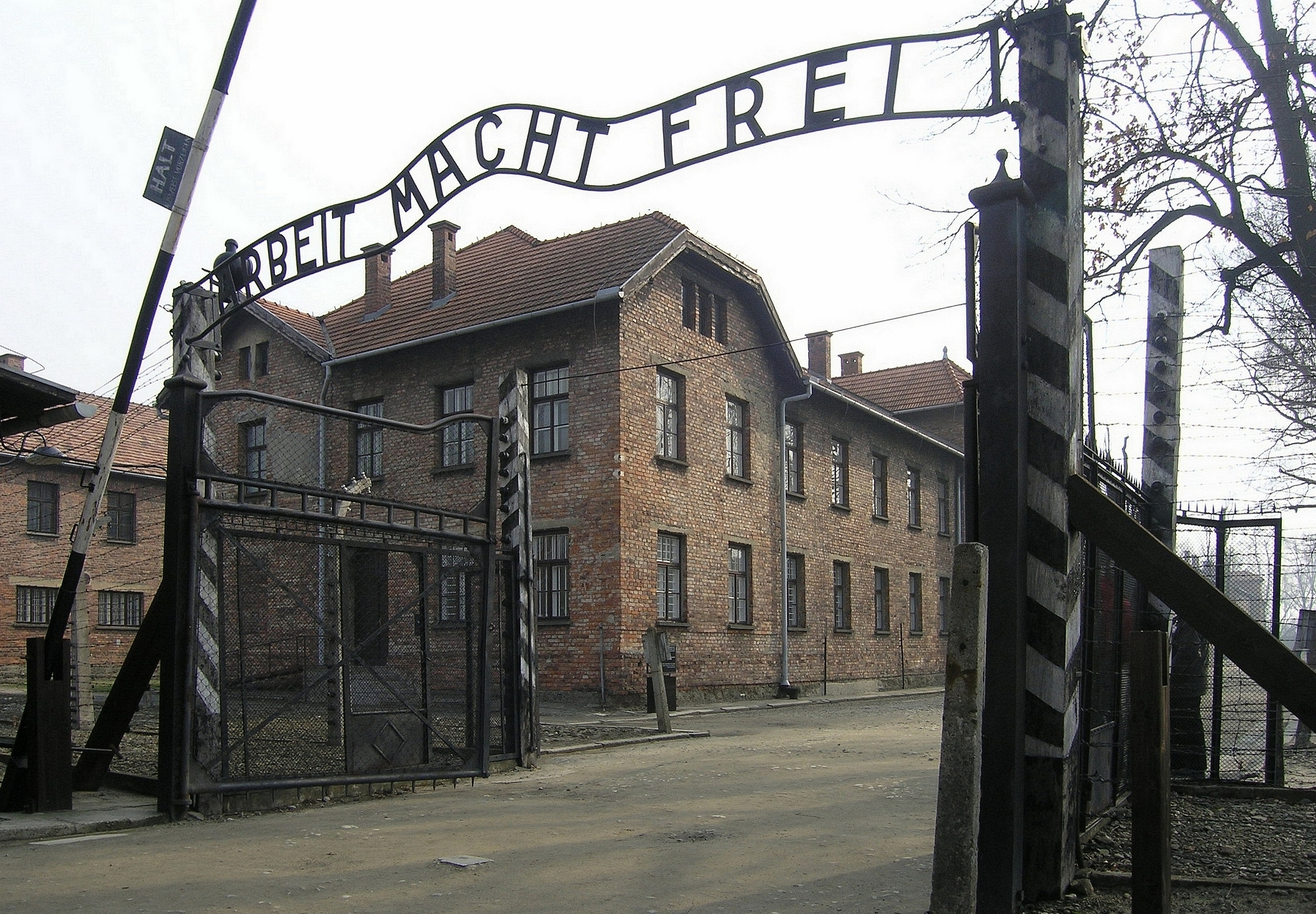
Lange Zeit redete Herbert Heller mit niemandem über seine Zeit im Konzentrationslager Auschwitz

Lange Zeit hat der Auschwitz-Überlebende Herbert Heller, der heute in Kalifornien lebt und dort ein Kinderbekleidungsgeschäft führt, nicht über seine Zeit im Konzentrationslager geredet. Auch mit seiner Frau und seinen Kindern hat der mittlerweile 74-Jährige nicht über seine Erinnerungen an den Holocaust gesprochen. Um dem Teenager Abbey zu helfen, ein Trauma zu überwinden, bricht Heller sein Schweigen und erzählt der jungen Frau von seinem Leben.

## Biografisches
Bei Avenue of the Giants handelt es sich um eine Filmbiografie über Herbert Heller. Er wurde 1929 geboren und wuchs in Prag, der Hauptstadt der Tschechoslowakei, als Sohn des Ingenieurs Karel und seiner Frau Melanie auf. Die jüdische Familie besaß eine Wohnung in Prag und mehrere Autos. Als Heller zehn Jahre alt war, fielen die deutschen Besatzer in Prag ein. Als er 13 Jahre alt war klopfte eines Tages die Gestapo auch an ihrer Wohnungstür. Sie sollten nur ein kleines Gepäckstück mitnehmen und wurden zum Bahnhof geführt und in das „Musterlager“ Theresienstadt gebracht, etwa 40 Meilen von Prag entfernt, wo die Nazis zu zeigen versuchten, wie Juden auf humane Weise interniert wurden. Es sei gar nicht so schlimm gewesen, erinnert sich Heller. Obwohl sie dort in Baracken lebten, war seine Familie, seine Mutter, sein Vater und er und sein älterer Bruder Heinz, zusammen. Zwei Jahre später, im Jahr 1944, wurden sie zusammengetrieben und mit dem Zug nach Auschwitz-Birkenau gebracht.
Dort angekommen, übernahm Josef Mengele persönlich die Selektion. Der damals 15-Jährige musste sich wie die anderen Neuangekommenen ausziehen, um zu sehen, ob sie stark genug für die harte Arbeit waren. Heller, der sich selbst als ein damals dürres Kind beschreibt, stellte sich vor Mengele und sagte auf Deutsch, dass er arbeiten könne. So wurde er nicht in die Gaskammer geschickt, sondern in die Baracken des Lagers.
Seit dem Jahr 2004 erzählt Heller im Rahmen von öffentlichen Vorträgen seine Lebensgeschichte.

## Produktion

### Filmstab, Besetzung und Dreharbeiten

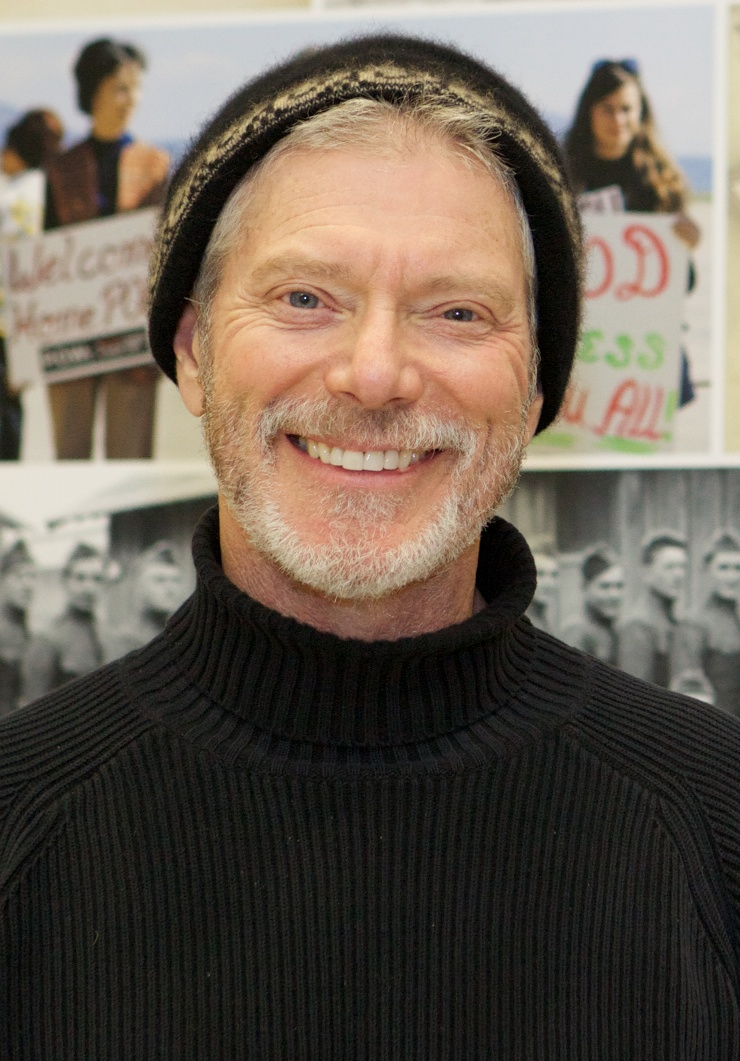
Stephen Lang spielt den Auschwitz-Überlebenden Herbert Heller

Regie führte Finn Taylor, der auch das Drehbuch schrieb. Es handelt sich bei Avenue of the Giants nach Dream with the Fishes von 1997, Cherish von 2002, The Darwin Awards von 2006 und Unleashed von 2016 um Taylors fünften Spielfilm.
Stephen Lang spielt den mittlerweile 74-jährigen Auschwitz-Überlebenden Herbert Heller. Der Nachwuchsschauspieler Luke David Blumm, zuletzt zu sehen in dem Mystery-Drama Der Gesang der Flusskrebse von Olivia Newman und der Miniserie The Watcher in der Rolle von Carter Brannock, spielt Herbert als Kind. Elsie Fisher spielt Abbey, der der gealterte Heller von seinem Leben erzählt. Robin Weigert spielt die Therapeutin Ruth. Der tschechische Schauspieler Oskar Hes ist in der Rolle von Hein Heller zu sehen.
Die Dreharbeiten fanden in Prag und Kalifornien statt und wurden im Mai 2023 beendet. Der Film wurde unter dem Arbeitstitel Lucky Man gedreht. Als Kameramänner fungierten der Slowake Alexander Šurkala und der Mexikaner Antonio Riestra. Surkala verantwortete die Aufnahmen in Hellers Kindheit, Riestra die Aufnahmen, die in den USA spielen.

### Filmmusik und Veröffentlichung
Die Filmmusik komponierte Robert Burger. Er war zuvor unter anderem für die Filmkomödie Memories to Go – Vergeben… und vergessen! von Terry Kinney und den Episodenfilm 360 von Fernando Meirelles tätig.
Die Premiere des Films fand am 6. Oktober 2023 beim Hamptons International Film Festival statt. Ebenfalls im Oktober 2023 wurde er beim Mill Valley Film Festival gezeigt. Im Februar 2024 wurde er beim Spokane International Film Festival und beim Atlanta Jewish Film Festival vorgestellt.

## Auszeichnungen
Miami Jewish Film Festival 2024
- Auszeichnung mit dem Kadima Jury Award (Finn Taylor und Jeanine Thomas)[11]

Spokane International Film Festival 2024
- Auszeichnung mit dem Silver SpIFFy Publikumspreis (Finn Taylor und Jeanine Thomas)[12]